# Firmo (usurpador romano do século IV)
Firmo (em latim: Firmus) foi um usurpador romano contra o imperador Valentiniano I.

## História
Firmo era filho de um príncipe mouro (berbere) chamado Nubel, um poderoso oficial militar romano e também um rico cristão. Quando Nubel morreu, Firmo assassinou seu meio-irmão, Zamaco, que havia tentado se apropriar ilegalmente da fortuna do pai, e tornou-se o único herdeiro.
Entre 372 e 375, Firmo se revoltou contra o conde da África Romano, um aliado de Zamaco. A conduta corrupta de Romano, que havia negligenciado a proteção das cidades romanas que não lhe pagassem um suborno contra os ataques das tribos africanas, só piorou a situação na província da África na década de 360. A revolta de Firmo forçou Valentiniano a agir contra os dois, o governador e o rebelde.
Quando Valentiniano enviou seu mestre dos soldados (magister militum), Teodósio, o Velho (pai do futuro imperador Teodósio), para depor Romano, Firmo tentou um acordo, mas Teodósio não cedeu e Firmo, pressionado, se auto-proclamou imperador. Com o apoio das tribos africanas, Firmo arrastou Teodósio para uma sangrenta e inútil campanha. No final, porém, acabou sendo traído por um de seus aliados e preferiu se matar a ser capturado.
No campo religioso, Firmo apoiava os cismáticos donatistas contra os nicenos e ordenou a execução dos nicenos de Rusucuru. Por conta disso, Valentiniano decretou várias leis contra os donatistas depois da morte de Firmo. É possível que seja este Firmo a base para o improvável Firmo, usurpador contra Aureliano, sugerido pelo autor da História Augusta.